# غريغ أورمان
غريغ أورمان هو رائد أعمال وسياسي أمريكي، ولد في 2 ديسمبر 1968 في مانكيتو في الولايات المتحدة. نشط حزبياً في الحزب الديمقراطي والحزب الجمهوري.